# Gonogenia
Gonogenia es un  género de coleópteros adéfagos de la familia Carabidae.

## Especies
Comprende las siguientes especies:
- Gonogenia atrata (Boheman, 1848)
- Gonogenia endroedyi Basilewsky, 1980
- Gonogenia immerita (Boheman, 1860)
- Gonogenia oxygona (Chaudoir, 1844)
- Gonogenia rugosopunctata ((Thunberg, 1806)
- Gonogenia spinipennis (Chaudoir, 1850)
- Gonogenia tabida (Fabricius, 1793)